# Пугачов (фільм, 1937)
«Пугачов» — радянський чорно-білий художній фільм, поставлений на кіностудії «Ленфільм» в 1937 році режисером Павлом Петровим-Битовим. Прем'єра фільму в СРСР відбулася 5 лютого 1937 року.

## Сюжет
У центрі фільму міститься біографія О. І. Пугачова.
Дія фільму починається з моменту, коли селян, що співають, під конвоєм приводять до казанського острогу. Там же знаходиться донський козак-втікач Омелян Пугачов, який веде розмову щодо втечі з ув'язненими. В темницю входять дворянин Волоцькой і старий губернатор Казані, які тут же вибирають з ув'язнених, кого б відправити на роботи в Оренбурзьку губернію. Губернатор має намір покарати свого колишнього селянина Филимона, який тут же знаходиться в ув'язненні, але останній вступає в конфлікт зі своїм колишнім господарем і втікає з в'язниці. Пугачов розуміє, що треба втекти з ув'язнення.
Далі дія відбувається на казанському базарі, де Пугачов випрошує милостиню, будучи під наглядом солдата. Там же на міській площі відбувається покарання селянки Параски за те, що вона поширювала чутки про російського імператора Петра Третього, що врятувався від загибелі. Але тут же відбувається колотнеча, в ході якої і Пугачову, і Парасці вдається втекти. Пугачов ховається на Яїку, де місцевим козакам вдається вмовити його назватися Петром Третім і одружити його самого на Устиньї Кузнецовій.
Пугачов збирає загін козаків і підступає до фортеці, де перебував тоді Волоцькой. Завдяки хитрості останнього, пугачовське військо вступає в фортецю і опиняється у пастці. Але промова Пугачова миттєво змінює ситуацію в протилежну сторону і гарнізон разом з козачим загоном на чолі з Твороговим переходить на сторону самозванця. Волоцького тут же намагаються повісити, але Пугачов прощає його і приймає на службу. Пізніше, завдяки хитрості Волоцького, Пугачов завдає поразки полковнику Чернишову, але пугачовський соратник селянин Филимон (той самий, який врятувався від покарання з боку губернатора) не довіряє дворянину.
Тим часом в станиці Зимовейській пугачовці зачитують маніфест про успіхи самозванця і дружина Пугачова Софія приймає рішення вирушити до Оренбуржя і зустрітися з ним. Її підтримує Парасковія, яка знайшла притулок на Дону. Жінки приходять у Бердську слободу під Оренбургом, де знаходиться пугачовська ставка, і стають свідками огляду Пугачовим своєї армії. Тут же в слободі з'являються башкири і їх ватажок Салават Юлаєв, що визнає себе підданим самозванця, який вирішив влаштувати бенкет в «царських» покоях. Софія і Парасковія за допомогою Филимона проникають на бенкет і зустрічаються з Пугачовим і його дружиною Устиньєю. Там же на бенкеті полонений диякон співає анафему імператриці Катерині Другій, таврований каторжник Хлопуша присягає на вірність самозванцю, Волоцькой крутить шури-мури з Устиньєю. Пугачов виводить з бенкету Софію і в ході відвертої розмови з нею відпускає свою дружину додому. Незабаром хитрість допомагає Волоцькому втекти в Казань, хоча Филимон розкриває справжню сутність дворянина перед Пугачовим, який незадоволений ходом облоги Оренбурга.
Але до Оренбурга підходять урядові війська і завдають поразки самозванцю. Він відступає в башкирські степи, де незабаром в таборі його армії відбувається відверта розмова самозванця і Филимона. Але розмова переривається повідомленням Творогова про набіги башкир на чолі з Салаватом на російські поселення і гірські заводи в самій Башкирії. Пугачов встигає врятувати один уральський гірський завод від Салавата і мириться з ватажком бунтівних башкирів, але одночасно творить розправу над заводчиком і веде свою армію на Казань.
За цей час Софію і її дітей заарештовують і привозять в Казань, де під погрозами намагаються змусити дружину Пугачова принародно повідомити про те, хто такий насправді Пугачов. Софія відмовляється, і тут же з'являється пугачовський шпигун Филимон, який говорить солдатам про позитивні сторони переходу на сторону Пугачова. Офіцер наказує солдатам стріляти по Филимону, але він встигає втекти. Софію і її дітей кидають до в'язниці і готують Казань до оборони.
Але Пугачов бере штурмом Казань і звільняє свою сім'ю. Там же в місті Парасковія творить розправу над стряпчим, який колись зачитав указ про її покарання, Салават в ході конфлікту з Твороговим йде разом з іншими башкирами до себе на батьківщину, а сам Пугачов вбиває Волоцького і безуспішно намагається переконати селян залишитися у його війську. Але до Казані підходить урядова армія і завдає поразки самозванцю. Він впадає у розпач, але ненадовго — посланий свого часу під Уфу як емісар козак Чика разом зі своїм загоном приєднується до Пугачова. Хоча Творогов нарікає отаману Чумакову, що підкріплення з прийшлих селян-бунтівників — це погана допомога для пугачевської армії.
Незабаром Пугачов йде швидким маршем по губерніях Поволжя і це приводить у шок імператрицю Катерину, яка терміново скликає засідання Державної ради. Уряд імперії встигає укласти мир з Туреччиною і відправляє вивільнені полки на боротьбу з повстанням Пугачова. В ході битви під Чорним Яром Пугачов терпить в черговий раз поразку і встигає переправитися через Волгу, але його сім'я і Парасковія потрапляють у полон.
Залишки армії самозванця відступають на Узені і зупиняються на хуторі, де Творогов відкрито перед Пугачовим висловлює своє невдоволення його ж діями. Филимон підслуховує розмову Творогова та інших отаманів-змовників в землянці, але сам Творогов встигає помітити селянина і стріляє у нього. Филимон опиняється без свідомості, але тут на звук пострілу в землянку приходить сам Пугачов. В ході перепалки з Твороговим самозванець потрапляє в руки отаманів-змовників і його відводять. Филимон відкриває очі, насилу піднімається з землі і йде слідом.
Фільм завершується стратою Пугачова в Москві, свідками якої стають отаман Творогов, селянин Филимон і Софія разом з її старшим сином.

## У ролях
- Костянтин Скоробогатов —  Омелян Пугачов
- Касим Мухутдінов —  Салават Юлаєв
- Яків Малютін —  Волоцькой
- Володимир Гардин —  секретар сенату
- Матвій Павликов —  Филимон
- В. Усенко —  Іван Творогов
- Олена Карякіна —  Софія
- Олена Максимова —  Парасковія
- Ніна Латоніна —  Устинья
- Володимир Таскін —  Сокальський
- Іван Сизов —  Чика Зарубін
- Василь Чудаков — Чумаков
- Володимир Уральський —  Хлопуша
- Борис Феодос'єв — начальник в'язниці
- Анна Панова-Потьомкіна — Катерина II
- Микола Литвинов — Панін
- Георгій Осипенко — епізод
- В'ячеслав Волков — станичний старшина
- Валентина Романова — молодиця
- Євген Немченко — епізод

## Знімальна група
- Сценарій — Ольга Форш
- Режисер — Павло Петров-Битов
- Оператор — Анатолій Назаров
- Художник — Юхим Хігер
- Композитор — Віссаріон Шебалін
- Звукооператор — Віктор Муравйов
- Асистенти режисера — С. Якушев, О. Сергєєв
- Директор картини — Л. Янченко